# Honda FC
Honda FC (Japans: ホンダFC, Honda Efu Shī) is een Japanse club die uitkomt in de Japan Football League. De thuisbasis van de club is in Hamamatsu in Shizuoka.

## Historie
Honda FC werd in 1971 opgericht als Honda Hamamatsu SC en promoveerde in 1981 naar de Japan Soccer League, de voorloper van de J-League.
Begin jaren 90 overwoog de club om professioneel voetbal te gaan spelen in de J-League. Het zocht contact met de zusterclub Honda Motor Sayama FC met het plan om te fuseren. Als speelstad werd Urawa gekozen. De eigenaar Honda Motor zag het spelen van professioneel voetbal als niet nodig en verbood de club om door te zetten met de plannen. Als gevolg daarvan verlieten veel spelers de club en het degradeerde later uit de toenmalige JSL.
In 1994 meldde de club zich aan voor de Japan Football League, destijds de tweede Japanse divisie. In 1996 probeerde de club opnieuw toe te treden tot de J-League onder de naam Acute Hamamatsu, maar ook deze keer slaagde de club niet in haar opzet. In 1999 trad het derhalve toe tot de nieuwe JFL, nu de derde Japanse divisie, onder de J-League 2. De club behoort sindsdien tot de beste teams in de JFL, maar wil niet meer promoveren uit angst de financiële steun van Honda te verliezen. Met de financiën die het nu tot de beschikking heeft, kan het de beste spelers aantrekken in de JFL en is daarmee zeer succesvol. Het frustreert zodoende de promotieplannen van andere, onafhankelijke clubs die wel naar de J2 willen maar daarvoor sportief succes moeten behalen. Honda FC wordt ook wel de deurwachter van de J-League genoemd.
De club behaalde sinds 1999 driemaal het kampioenschap, viermaal eindigde het als tweede en tweemaal als vijfde.